# بی‌بی‌ام‌جی
بی‌بی‌ام‌جی (انگلیسی: BBMG) شرکت مصالح ساختمانی چینی است، که در سال ۱۹۹۶ تأسیس شد.